# Morpholeria obscuriventris
Morpholeria obscuriventris är en tvåvingeart som först beskrevs av Zetterstedt 1847. Enligt Catalogue of Life ingår Morpholeria obscuriventris i släktet Morpholeria och familjen myllflugor, men enligt Dyntaxa är tillhörigheten istället släktet Morpholeira och familjen myllflugor. Arten är reproducerande i Sverige. Inga underarter finns listade i Catalogue of Life.